# Harald Heimsoeth
Harald Heimsoeth (* 3. Oktober 1916 in Ludwigsburg; † 5. August 2007 in Berlin) war ein deutscher Diplomat.

## Leben
Harald Heimsoeth studierte Rechtswissenschaft und Volkswirtschaft in Köln, München und Chicago. 1939 wurde er zum Kriegsdienst eingezogen, konnte aber noch zu Beginn des Krieges ein Not-Staatsexamen ablegen. Harald Heimsoeth kehrte 1949 aus der Kriegsgefangenschaft zurück, wurde 1950 Referendar am Oberlandesgericht Köln und trat 1951 in den Auswärtigen Dienst. Er war auf Posten in Indien (1953–1956, Botschaft New Delhi), im Auswärtigen Amt in Bonn (1956–1959), in New York bei der UN-Vertretung (1960–1965), Indonesien (1965–1968, Botschaft Djakarta), Belgien (1968–1971, Botschaft Brüssel). Von 1971 bis zum Herbst 1973 leitete Heimsoeth die Gruppe 23 (Vereinte Nationen) im Auswärtigen Amt, sowie das Referat Vereinte Nationen und ihre Sonderorganisationen. 1973 wurde er Botschafter der Bundesrepublik Deutschland in Nairobi, Kenia, wo er bis 1979 blieb. 1979 wurde er als Botschafter in Sofia, Bulgarien, akkreditiert, danach trat er in den Ruhestand. Im Ruhestand war er am Aufbau und der Entwicklung des neu gegründeten Senior Expert Service (SES) in Bonn beteiligt und leitete dort viele Jahre die Projektabteilung. Bis zu seinem Tod arbeitete er in der Kyril und Method Stiftung.

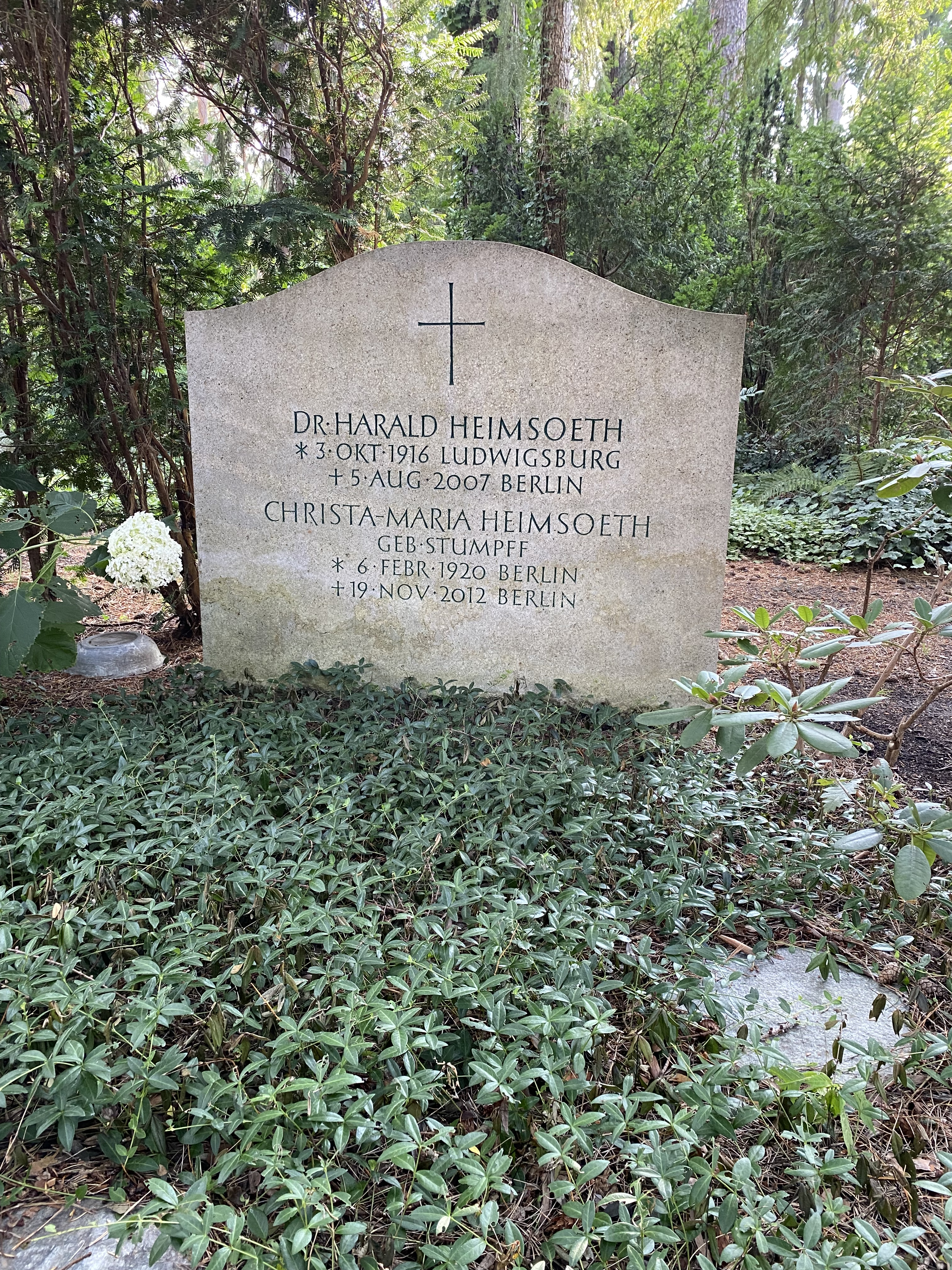
Grabstätte auf dem Waldfriedhof Dahlem

Harald Heimsoeth war ein Sohn von Adelheid Heimsoeth, geborene Baader, und des Philosophen und Universitäts-Professors Heinz Heimsoeth. Der preußische Ministerpräsident Ludolf Camphausen war seine Ururgroßvater. Er war katholisch, ab 1952 mit Christa-Maria Heimsoeth, geborene Stumpff (1920–2012), verheiratet und hatte zwei Kinder (Hans-Jürgen Heimsoeth und Stefanie), seit 2016 deutscher Botschafter in Schweden. Ein Onkel von Harald Heimsoeth war Rudolf Heimsoeth, ab 1926 im Aufsichtsrat der Chiffriermaschinen AG und ab 1934 Teilhaber der Chiffriermaschinen Gesellschaft Heimsoeth & Rinke, Produzent der Enigma. Er erhielt das Große Bundesverdienstkreuz.
Harald Heimsoeth ist im Waldfriedhof Dahlem (Feld 002-86) begraben.